# Donald James Cram
Donald James Cram (Chester, 22 aprile 1919 – Palm Desert, 17 giugno 2001) è stato un chimico statunitense, vincitore del Premio Nobel per la chimica nel 1987.

## Biografia
Nacque a Chester (Vermont) da una famiglia di origini scozzesi e tedesche. Si laureò alla Università di Harvard e insegnò dal 1956 all'Università della California di Los Angeles. Studiò un gruppo di composti organici particolari che presentano una struttura molecolare ciclica o ad anello in grado di accoppiarsi stericamente o selettivamente con altre molecole organiche di struttura specifica. Per tali studi ottenne, con C. Pedersen e Jean-Marie Lehn, il premio Nobel per la chimica nel 1987.